# Mihule
Mihule jsou kruhoústí rybovití obratlovci úhořovitého těla. Jsou dokonalejší než sliznatky, objevují se u nich vedle struny hřbetní náznaky chrupavčité kostry. Přesto patří spolu s nimi mezi nejprimitivnější zástupce dnes žijících obratlovců. Nenáleží mezi pravé ryby kvůli zásadně odlišné morfologii a fyziologii. Stejně jako sliznatky má 7 párů žaberních oblouků.
Průměr jejich ústního otvoru přesahuje průměr zbytku těla. Je ozubený a přísavkovitý, má tvar nálevky. Většina druhů se zavrtává do těla jiných ryb a saje jejich krev. Někteří jedinci dokážou mrštně skákat.
Mihule procházejí nepřímým vývinem, jejich larva se nazývá minoha.

## Zajímavost z historie
Mihule jistým způsobem, jako kulinářská delikatesa, vstoupily do evropských, resp. anglických dějin – poprvé, když po požití pokrmu z dušených mihulí zemřel (na následky přejedení nebo udušení) v roce 1135 anglický král Jindřich I., aniž by po sobě zanechal legitimního mužského potomka; o anglickou korunu pak sváděli dlouhá léta vyčerpávající boje Jindřichova dcera Matylda a jeho synovec (syn jeho sestry) Štěpán III. z Blois. Vleklý spor ukončila až smrt Štěpánova syna Eustacha, který v roce 1153 zemřel stejným způsobem jako král Jindřich; anglickým králem se pak stal Matyldin syn Jindřich II.

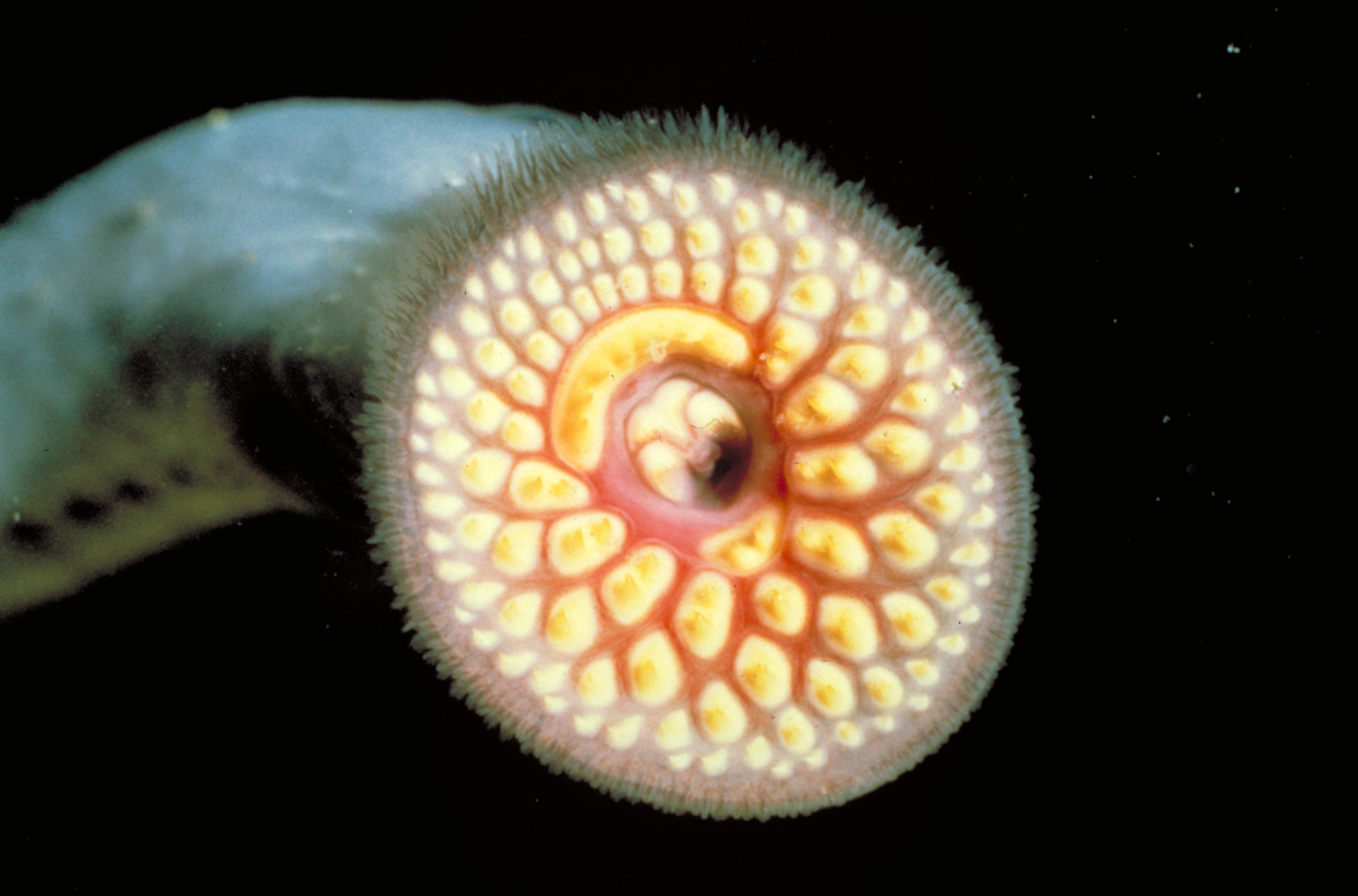
Ústní otvor mihule mořské se zřetelnými zuby a jazykem